# 蘇雷亞衛星
蘇雷亞（波斯語：ثریا）是伊朗航天研究中心建造的一颗遥感卫星，于2024年1月20日發射至距離地面750公里的近地轨道。  截至當時是伊朗的衛星成功到達的最高軌道。1月20日晚，伊朗方面收到衛星的信号和遥测数据。 